# Monceaux-au-Perche
Monceaux-au-Perche är en kommun i departementet Orne i regionen Normandie i nordvästra Frankrike. Kommunen ligger i kantonen Longny-au-Perche som tillhör arrondissementet Mortagne-au-Perche. År 2018 hade Monceaux-au-Perche 64 invånare.

## Befolkningsutveckling
Antalet invånare i kommunen Monceaux-au-Perche
| Referens: INSEE |